# اسکات بردی
اسکات بردی (انگلیسی: Scott Brady؛ ۱۳ سپتامبر ۱۹۲۴ – ۱۶ آوریل ۱۹۸۵) یک هنرپیشه اهل ایالات متحده آمریکا بود.

## فیلم‌شناسی
از فیلم‌ها یا برنامه‌های تلویزیونی که وی در آن نقش داشته است می‌توان به دلار، شریر، شریر و سگ‌های شکاری برادوی اشاره کرد.